# Kifak
Kifak (grønlandsk: kiffaq) tjenerinde. Enlige mænd, udstationeret i Grønland, benyttede i stor stil en kifak (husholder).
 Der er for få eller ingen kildehenvisninger i denne artikel, hvilket er et problem. Du kan hjælpe ved at angive troværdige kilder til de påstande, som fremføres i artiklen.